# 한국대나무박물관
한국대나무박물관은 전라남도 담양군에 있는 박물관이다.

## 연혁
- 1992. 10 조성 계획 수립
- 1993. 3 부지 매입 완료
- 1993. 11 설계 완료
- 1994. 1 부지 조성 및 시설 공사 발주
- 1997. 12 준공
- 1998. 1 관리사무소 개소
- 1998. 2 죽물박물관 이전 (구박물관 - 담양읍 중앙로)
- 1998. 3. 12 개관
- 2003. 3 한국 대나무 박물관으로 명칭 변경

## 갤러리

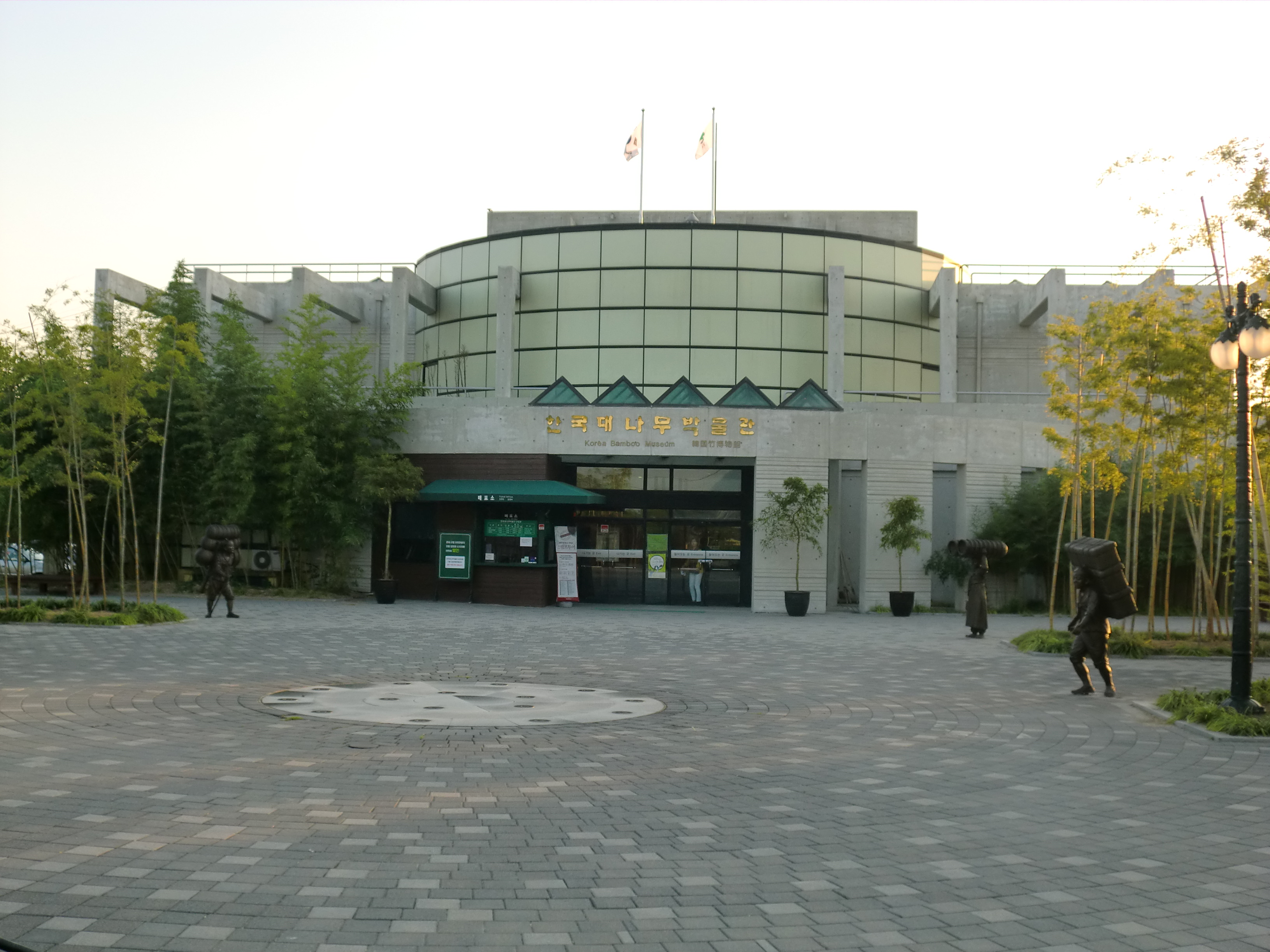
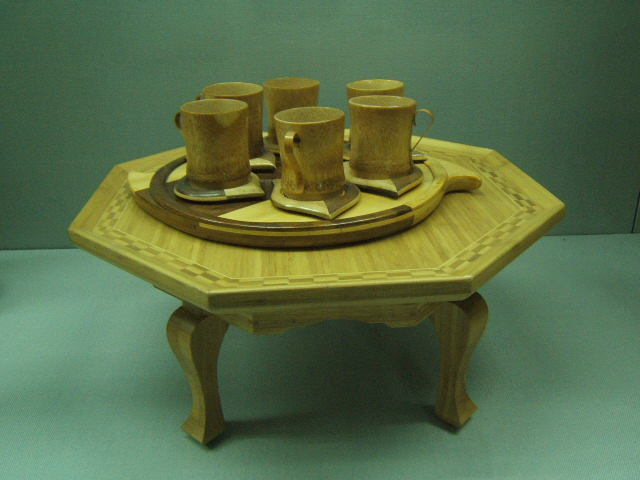